# هجوم ريف دمشق (فبراير–أبريل 2018)
كان هجوم ريف دمشق (فبراير–أبريل 2018)، الذي أطلق عليه اسم عملية فولاذ دمشق، الهجوم العسكري الذي شنه الجيش العربي السوري في فبراير 2018 في محاولة للسيطرة على ضاحية الغوطة الشرقية التي يسيطر عليها المتمردون خلال الحرب الأهلية السورية. كانت الغوطة الشرقية، وهي جيب من بلدات ومزارع، تحت حصار حكومي منذ عام 2013 وكانت معقلًا رئيسيًا للمتمردين في المنطقة المجاورة للعاصمة دمشق. ووفقاً للأمم المتحدة، يعيش ما يقرب من 400،000 شخص في الغوطة الشرقية.
في 14 أبريل، استولى الجيش السوري بالكامل على جيب الغوطة الشرقية. قبل انتهاء الهجوم، ذكرت وكالة أسوشيتد برس أن الاستيلاء على جيب الغوطة الشرقية الذي يسيطر عليه المتمردون بأكمله سيمثل أحد أهم الانتصارات للرئيس السوري بشار الأسد في الحرب الأهلية، وأسوأ نكسة للمتمردين منذ هزيمتهم في معركة حلب في أواخر عام 2016. وبالمثل، ذكر رويترز أن الاستيلاء على الغوطة الشرقية سيمثل أكبر جائزة للرئيس الأسد منذ استعادة حلب بالكامل. وخلال الهجوم، وقعت واحدة من أشد عمليات القصف للحرب حيث قتل أكثر من 1،700 شخص بسبب الضربات الجوية والمدفعية.

## خلفية

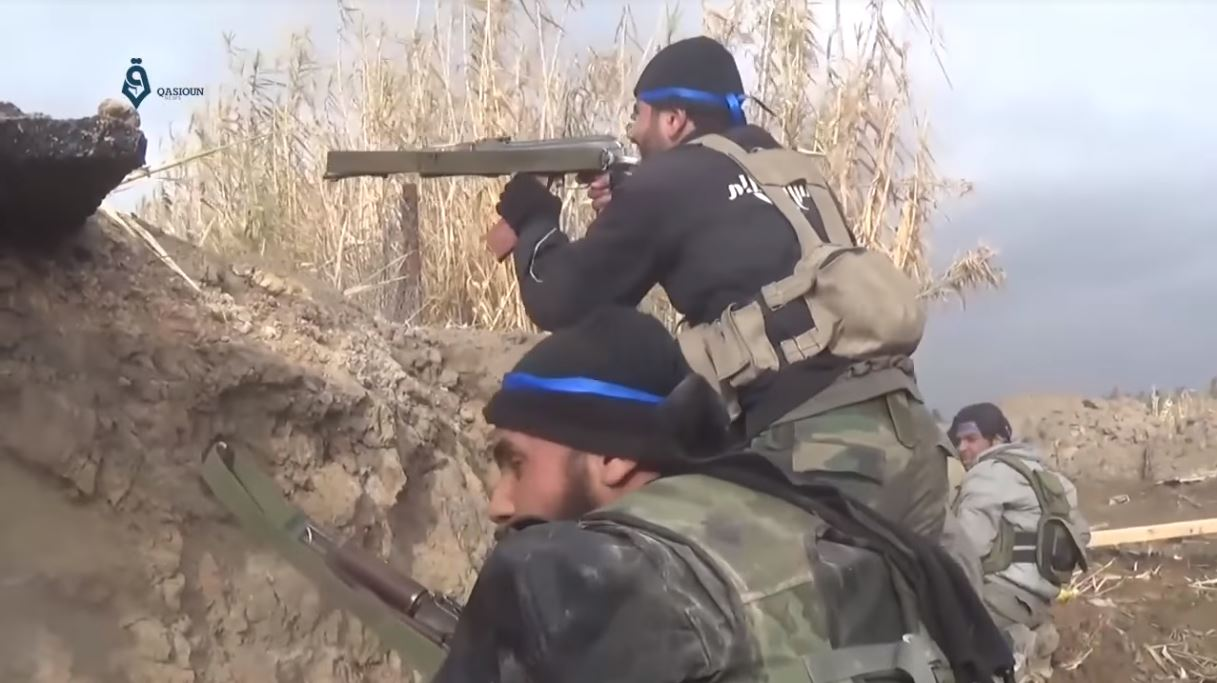
كان جيش الإسلام (الذي تم تصويره) الفصيل الأكثر تحديًا في حصار الغوتة الشرقية.

مع استعادة الحكومة السورية معظم ضواحي دمشق بحلول فبراير 2018، ظلت هناك مساحة كبيرة من الريف بالقرب من العاصمة التي استولى عليها المتمردون الأصوليون من التيار الرئيسي في عام 2012 والتي كانت تحت الحصار من قبل القوات الموالية للحكومة منذ عام 2013. اعتاد المتمردون قصف العاصمة يوميا وحاولوا التسلل إليها عدة مرات.
قال المرصد السوري لحقوق الإنسان إن القوات السورية بدأت في القصف الجوي والقصف البري للمنطقة في أوائل فبراير شباط بعد فشل محادثات السلام التي تتوسط فيها روسيا مما أسفر عن مقتل 200 بحلول 8 فبراير. بدأوا مرة أخرى قصفها في 18 فبراير، وفعلوا ذلك لمدة ثمانية أيام متتالية قبل بدء الهجوم البري.
كان فصيل المتمردين الرئيسي في المنطقة هو جيش الإسلام، ومقره في دوما (مع ما يقدر بـ 10،000–15،000 مقاتل في المنطقة في أوائل عام 2018). ثاني أكبرها كان فيلق الرحمن، وهو فرع رسمي للجيش السوري الحر، يسيطر على الكثير من الأجزاء الوسطى والغربية من الغوطة، بما في ذلك أحياء جوبر وعين ترما. بالإضافة إلى ذلك، كان لأحرار الشام (مقرها في حرستا) وهيئة تحرير الشام (التي تسيطر على مناطق أصغر مثل عربين، وحوش الأشعري، وبيت نايم، مع قوة تقديرية بنحو 250–500 في فبراير 2018) وجود أصغر بكثير.

## الهجوم

### القصف المبدئي

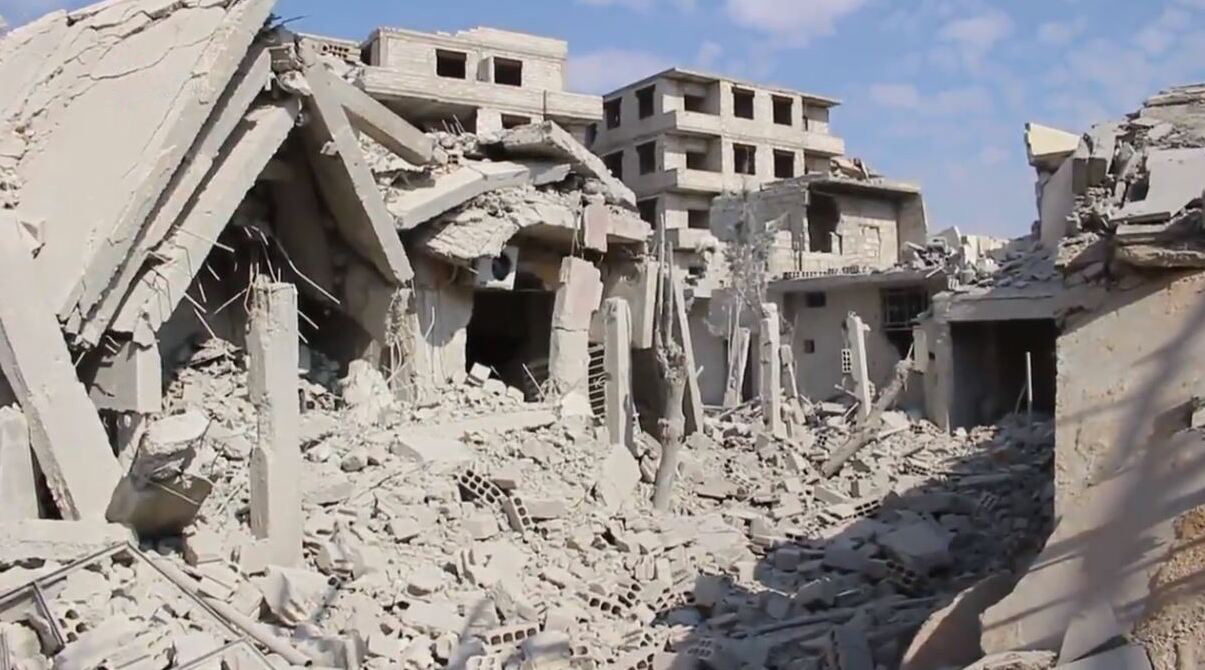
منطقة في زملكا دمرها القصف.

في مساء يوم 18 فبراير 2018، بدأت المدفعية الثقيلة والغارات الجوية تستهدف جيب الغوطة الشرقية الذي يسيطر عليه المتمردون. شن القوات الجوية السورية غارات جوية واسعة النطاق على المنطقة، حيث ورد أن الطائرات الحربية ضربت مواقع دفاعية للمتمردين والمستشفيات والمناطق السكنية في وحول حواضر المنطقة دوما وحمورية وسقبا ومسرابا. ودك قصف مدفعي وقصف صاروخي مصاحب أراضي المتمردين. وبوجه عام، تم خلال اليوم تنفيذ 260 غارة بالصواريخ وغارة جوية. وبحلول اليوم التالي، أفيد بأن الهجمات أسفرت عن مقتل 94 مدنيا. وفي الوقت نفسه، كانت القوات الحكومية تستعد لشن هجوم بري، حيث أنشأت مواقع على المحورين الغربي والشرقي من الجيب. هجمات هاون انتقامية مبكرة من المتمردين على وسط دمشق قتلت مدنيا واحدا. في حوالي منتصف الليل بين 19 و20 فبراير، انضمت القوات الجوية الروسية إلى الهجوم أيضًا، واستهدفت العديد من المناطق التي يسيطر عليها المتمردون.
وفي 22 فبراير، أسقط الجيش السوري منشورات فوق الغوطة، وناشدت السكان مغادرة المنطقة وحثت مقاتلي المعارضة على تسليم أنفسهم. وفي الوقت نفسه، قُتل ما مجموعه 16 مدنياً وأصيب نحو 128 بجروح في هجمات صاروخية انتقامية على دمشق بين 18 و20 فبراير. وفي 24 فبراير، وعلى الرغم من القرار الذي اتخذه مجلس الأمن التابع للأمم المتحدة بشأن وقف إطلاق النار لمدة 30 يوما في سوريا، أفيد بأن الغارات الجوية استمرت بعد التصويت.

### الهجوم البري
في حوالي الساعة 8:30 من صباح يوم 25 فبراير، بعد ساعات من دعوة مجلس الأمن إلى هدنة لمدة 30 يومًا، بدأ هجوم بري حيث استولت قوات الجيش السوري على نقاط متعددة حول كتيبة الدفاع الجوي في الباشورة على الجبهة الجنوبية الشرقية للجيب على طريق حزرما وتال فرزات. بعد ذلك بوقت قصير، أفيد بأن الجيش استولى على بلدة النشابية وقرى حزرما وصالحية وتلة تل فرزات من مقاتلي جيش الإسلام – مواصلا التقدم نحو حوش الزريقية. غير أن مصادر موالية للحكومة أفادت في وقت لاحق بأنه لم يتم الاستيلاء على النشابية وحزرما، وانما محاصرتين جزئيا. وفي حوالي الساعة العاشرة صباحاً، بدأ هجوم على محور جديد حيث هاجمت وحدات من الجيش السوري المتمردين على جبهة حرستا-عربين في الجزء الشمالي الغربي من الجيب. وأفادت الأنباء أن الفرقة الرابعة بالجيش دخلت ايضا منطقة العجمى التي يسيطر عليها المتمردون في حرستا، واستولت على بعض المباني في المنطقة. ومن ناحية أخرى، أفادت الأنباء في بادئ الامر ان قرية حوش الضواهرة المحصنة بشدة تم الاستيلاء عليها أيضا في شرق الجيب، بيد أنه تأكد فيما بعد أن المتمردين نصبوا كمينا للقوات الحكومية المهاجمة، حيث لقي 15 جنديا مصرعهم وتم الاستيلاء على دبابة. ظلت القرية تحت سيطرة المتمردين. من بين أسلحة الجيش المستخدمة لتسوية مساحات كاملة من خنادق المتمردين ومواقع دعم إطلاق النار في الهجوم كان نظام نزع الألغام UR-77.
وفي نفس اليوم الذي بدأت فيه العملية البرية، ظهر شريط فيديو للجنرال سهيل الحسن في الجيش السوري وهو يتحدث إلى الجنود في دمشق بينما كان يحرسه جنود روس وسوريون. وقال الحسن في كلمته: “إن دمشق تنتظركم، لكي تلبوسها النصر... مع الله، سنكون منتصرين، وبالإيمان، سنكون منتصرين. تذكر أن كل واحد منكم قرر القتال للدفاع عن الحقيقة والكرامة وإنقاذ سوريا وشعبها”. وفي نهاية اليوم، ادعى جيش الإسلام أنه قتل 70 مقاتلا مواليا للحكومة وأسر 14 في اليوم الأول من الهجوم البري. وعلى النقيض من ذلك، أفاد المرصد السوري لحقوق الإنسان، وهو جماعة ناشطة مؤيدة للمعارضة تتخذ من المملكة المتحدة مقراً لها، عن مقتل 13 جندياً وستة متمردين، في حين تم أسر جنديين.
استمر تقدم الجيش السوري في 26 فبراير، حيث أفيد عن الاستيلاء على جزء كبير من بساتين حرستا، بما في ذلك مجمع لنفق محكم. وأفيد بأن التقدم "ملحوظ". وفي اليوم التالي في الساعة التاسعة صباحا، فتح ممر إنساني لمدة خمس ساعات. غير أنه وفقا لوزارة الدفاع الروسية، قامت جماعات المتمردين بقصفه لمنع المدنيين من مغادرة المنطقة. وفي وقت مبكر من يوم 28 فبراير، وفي أعقاب عملية ليلية، استولى الجيش على حوش الضواهرة. وخلال القتال من أجل حوش الضواهرة، استخدمت القوات الحكومية جسرا متنقلا لعبور خندق مائي بالقرب من مختبرات سيفكو والاستيلاء على خنادق المتمردين. كما قام الجيش بمحاولات للتقدم نحو بلدة الشفونية حيث حقق مكاسب محدودة خلال النهار. وأفادت الأنباء فيما بعد ان القوات الحكومية تمكنت من دخول الشفونية. وفي اليوم التالي، استولى الجيش السوري على قاعدة الباشورة الجوية جنوب غرب حوش الضواهرة.
بعد الجولة الثالثة من الاعتداءات الليلية، استولت القوات الحكومية على قرية حوش الزريقية في 2 مارس، ثم بدأ الجيش بقصف بلدة أوتايا القريبة. وفي وقت لاحق من اليوم نفسه، تم الاستيلاء على قاعدة الكتيبة 274 جنوب الشفونية. وفي الوقت نفسه شن المتمردون هجوما مضادا داخل حرستا استمر لساعات مما اسفر عن سقوط العديد من الضحايا من الجانبين. وفي اليوم التالي، سيطرت القوات الحكومية على أوتايا والنشابية وحزرما، وعلى معظم الشفونية. كما هاجم الجيش بلدة الريحان في الجزء الشمالي الشرقي من جيب الغوطة، ولكن تم صده. وحدث التقدم بعد قتال عنيف طوال اليوم لأجل أوتايا، حيث استولى الجيش في نهاية المطاف على البلدة. وذكرت مصادر موالية للحكومة أن دفاع المتمردين عن أوتايا كان "متعصبا" وأن أشد الاشتباكات عنفا وقعت في الضواحي الشمالية للبلدة. وبعد الاستيلاء على أوتايا، انهار دفاع المتمردين عن النشابية وحزرما بسرعة، مما أدى إلى محاصرة البلدتين بالكامل. وفي غضون ساعة، استولى الجيش على النشابية وحزرما من دون مقاومة بعد أن تبين أن المتمردين انسحبوا من البلدات في الساعات الأخيرة من المعارك من أجل أوتايا لتجنب محاصرتهم. بعد ساعات، أفيد بأن الجيش كان على وشك السيطرة الكاملة على الشفونية. في هذه المرحلة، أخبر مايكل ستيفنز من بيت الخبرة معهد الخدمات المتحدة الملكي في لندن لصحيفة ذا ناشيونال أن سقوط منطقة الغوطة الشرقية التي يسيطر عليها المتمردون "أمر لا مفر منه". وفي المساء، أفادت التقارير أن الجيش وصل إلى بلدتين جديدتين يسيطر عليهما المتمردون، بينما دخل خط إمداد المتمردين على طول طريق دوما-الشفونية في مرمى المدفعية. وخلال تقدمهم خلال الأيام القليلة الماضية، اقتحم الجيش حزام دفاعي طوله 12 كيلومترا يربط النشابية بالريحان يطلق عليه "خندق الموت".

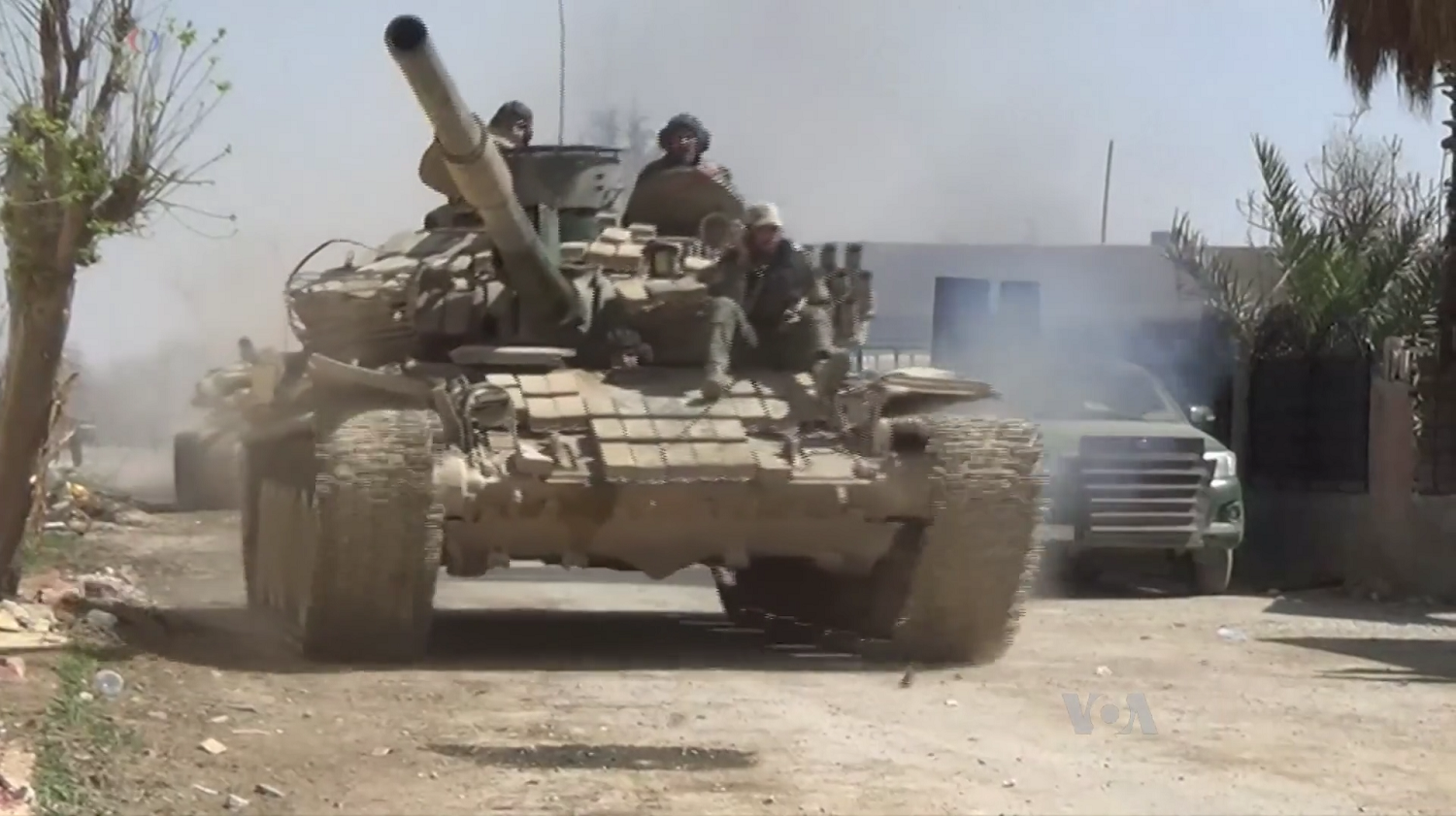
دبابات الجيش السوري تتقدم خلال الهجوم

في 4 مارس، تمكن المتمردون من استعادة أجزاء كبيرة من الشيفونية في هجوم مضاد. وفي الوقت نفسه استولى الجيش على بلدة بيت نايم جنوب الجيب. بعد التقدم على مدى اليومين الماضيين، بدأ الجيش عمليات لتقسيم جيب الغوطة الشرقية إلى قسمين، مع بقاء ثلاثة كيلومترات لإنجاز ذلك. وادعى ناطق باسم جيش الاسلام عبر تويتر ان المتمردين قتلوا 150 جنديا منذ الليلة السابقة. وعلى عكس ذلك، أفاد المرصد السوري لحقوق الإنسان بأن 12 جندياً قتلوا. وبعد عدة ساعات من الاستيلاء على بيت نايم، استعاد الجيش السيطرة الكاملة على الشفونية.
بحلول 5 مارس، استولى الجيش السوري على 35% من جيب الغوطة الشرقية، الذي كان على بعد كيلومترين جنوب شرق دوما التي يسيطر عليها المتمردون. وبحسب ما ورد استولت الفرقة المدرعة الرابعة على العديد من المزارع إلى الشمال الغربي واقترب حتى صار على بعد كيلومتر واحد من قطع طريق حرتسا-دوما. من جهة اخرى، افادت الانباء ان القوات الحكومية احرزت تقدما في جنوب الجيب. وفي وقت مبكر من 6 مارس، أفيد أنه تم الاستيلاء على معظم الريحان في شمال شرق الجيب بعد أن تقدم الجيش شمال الشفونية. وفي فترة ما بعد الظهر، أفادت مصادر موالية للحكومة أيضا عن الاستيلاء على المحمدية في جنوب الجيب. وفي اليوم نفسه، عرضت روسيا على المتمردين وأسرهم المرور الآمن للخروج من الغوطة الشرقية. ورفض المتمردون العرض ووصفوه بانه "حرب نفسية" وأعربوا عن إعادة انشاء خطوط دفاعهم بعد التداعي في الأيام الأولى من الهجوم. وكان الجيش قد استولى على مزارع حول مسرابا وبيت سوا وحوش الأشعري بحلول نهاية اليوم.

### شق الجيب
في 7 مارس، استولى الجيش على بيت سوا وحوش الأشعري، مما مهد الطريق لهجوم على مسرابا القريبة التي يسيطر عليها المتمردون. وفي وقت لاحق، تعرضت مسرابا ل"نيران تحضيرية" قبل هجوم مشاة مخطط له. وبحلول الليل، كانت القوات الموالية للحكومة قد قطعت عمليا جيب الغوطة الشرقية إلى اثنين بنيران المدفعية. وعند هذه النقطة، كانت القوات الحكومية المتقدمة من الشرق تبعد ما بين 1 و1.3 كيلومتر عن الوصول إلى قاعدة حرستا العسكرية على الحافة الغربية للجيب. وردا على مكاسب الجيش السوري، أفاد المتمردون أنهم يقومون بنصب كمائن على غرار حرب العصابات في الأراضي المفقودة في محاولة لوقف المزيد من التقدم. وفي 8 مارس، استولى الجيش على بلدة حوش قبيبات، فضلا عن قاعدة كتيبة الدفاع الجوي في أفتريس، بالقرب من بلدة أفتريس التي يسيطر عليها المتمردون.
في 10 مارس، وبعد 24 ساعة من القتال، استولى الجيش على مسرابا ومحطة غاز كيلاني على الطريق الرئيسي، مما أدى إلى تقسيم جيب متمردي الغوطة الشرقية إلى ثلاثة أقسام. وكانت الجيوب الثلاث المنفصلة هي حرستا ودوما والجزء الجنوبي من الغوطة الشرقية. ونفى المتمردون تقسيم الغوطة الشرقية بالكامل، لكن المرصد السوري لحقوق الإنسان صرح بأن الطرق بين الأجزاء الثلاثة قد قطعت بالفعل بسبب نيران المدفعية. وأفيد أن القصف الحكومي ركز خلال النهار على الملاجئ الجوفية وحتى المساجد، التي كان يستخدم الكثير منها كمواقع اختباء للمدنيين. كما تقدمت القوات الحكومية باتجاه قاعدة عربات حرستا، رغم فشلها في الاستيلاء على مديرا، آخر بلدة تفصلهم عن القاعدة. وفي اليوم التالى واصل المتمردون المقاومة الشرسة لمنع ربط القوات الحكومية بقاعدة المركبات. ومع ذلك، استولى الجيش السوري في نهاية المطاف على مديرا، مما أدى إلى تقسيم الغوطة الشرقية رسمياً إلى قسمين، والوصول إلى قاعدة حرستا للمركبات.

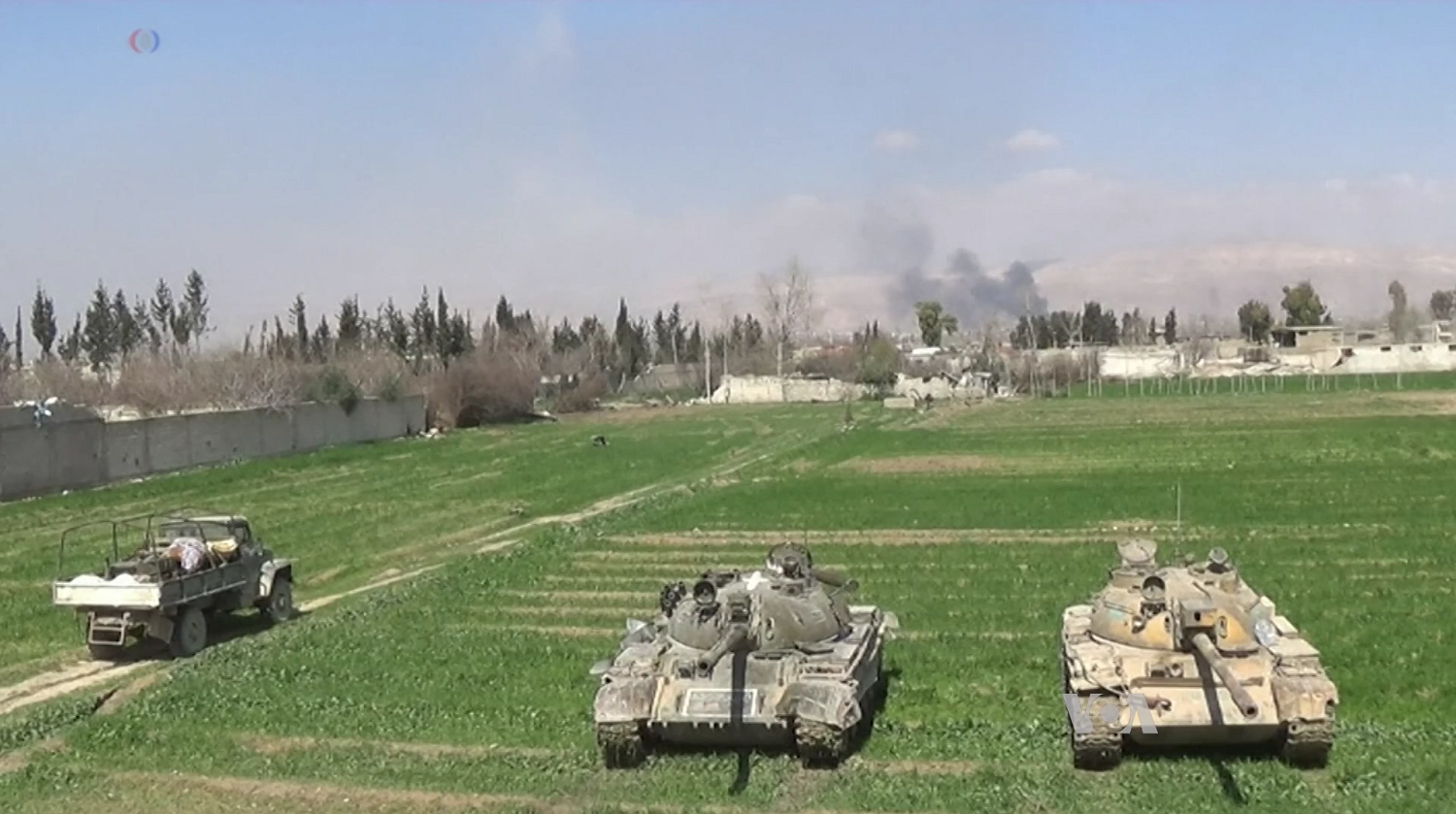
دبابات الجيش السوري ترقد في حقل في الغوطة الشرقية، 12 مارس 2018

في 12 مارس، كانت القوات الحكومية تبعد ما بين 200 و300 متر عن قطع حراستا جسديا عن دوما. وفي وقت لاحق من اليوم، انتهى الجيش من تطويق حرستا وفصلها عن دوما. كما استولى الجيش على بلدة أفتريس، مما أدى إلى تطهير المناطق الريفية من الجزء الجنوبي من الغوطة الشرقية تطهرا كاملا. واستمرت المعركة على البلدة عدة أيام بسبب دفاعات المتمردين الثقيلة التي كانت تتألف من خندق واسع مضاد للدبابات وعدة طبقات محصنة من الخنادق والمواقع التكتيكية في البلدة وحولها. كما قصفت القوات الحكومية مواقع للمتمردين على محور جوبر أثناء النهار. ومن ناحية أخرى، اندلعت توترات في بلدة كفر بطنا التي يسيطر عليها المتمردون حيث أطلق المتمردون النار على متظاهرين مدنيين كانوا يطالبون بإبرام اتفاق إخلاء مع الحكومة؛ قتل أحد المتظاهرين، بحسب طبيب محلي.
وتم الآن تخفيض أراضي المتمردين في الغوطة الشرقية رسميا إلى ثلاثة جيوب، إحداها في الشمال حول دوما التي يسيطر عليها جيش الإسلام؛ ثانية في الجنوب حول حمورية يسيطر عليها فيلق الرحمن؛ وثالث في الغرب حول حرستا التي تسيطر عليها أحرار الشام.

### تطهير الجيوب
في 14 مارس، اقتحم الجيش السوري والميليشيات الحليفة حي حمورية الشمالي (تحت سيطرة فيلق الرحمن)، ودخل الجزء الجنوبي من الريحان، واستولى على "نحو" 40% من جسرين من فيلق الرحمن، وقصف عربين وكفر بطنا. وبحلول نهاية اليوم، وفقا لمصادر موالية للحكومة، تم أيضا الاستيلاء على مصنع الأحلام للأغذية ومركز للجيش جنوب بيت سوا من تحرير الشام وفيلق الرحمن. وفي اليوم التالي، كان الجيش يسيطر على النصف الشرقي من حمورية.
في 15 مارس، غادر نحو 20،000 مدني حمورية باتجاه المناطق الخاضعة لسيطرة الحكومة. وفي الوقت نفسه، استولى الجيش على حمورية بعد انسحاب المتمردين إلى بلدة عين ترما إلى الجنوب الغربي. وحسب مصادر حكومية، ترك المتمردون، خلال انسحابهم من حمورية، القناصة ووحدات الكر والفر الصغيرة في البلدة لإبطاء تقدم الحكومة؛ تم طرد القناصة بالدبابات والضربات الجراحية. قامت القوات الحكومية أيضا بالاستيلاء على الريحان في دوما من جيش الإسلام بعد أسبوعين من القتال. وفي 16 مارس، استولى الجيش السوري وحلفاؤه بشكل كامل على بلدة جسرين وأمنها. وفي 17 مارس، أفيد بأن القوات الحكومية قد أمنت السيطرة الكاملة على كفر بطنا واستولت أيضا على بلدة سقبا؛ وغادر ما بين 7،000 و10،000 مدني منطقة القتال متوجهين إلى المناطق التي تسيطر عليها الحكومة. غير أن تقارير وردت فيما بعد تفيد بأن الجيش السوري لم يؤمن بلدة كفر بطنا وأن الاشتباكات مستمرة. وبحلول 18 مارس، كان الجيش السوري وحلفاؤه قد استولوا على كفر بطنا وأمنوا سيطرتهم الكاملة عليها.
في 21 مارس، وافقت أحرار الشام على تسليم حرستا مقابل الإجلاء إلى أراضي المتمردين في شمال غرب سوريا، فضلا عن عرض العفو بموجب شروط المصالحة، حيث يتوقع أن يُجلى 1،500 مقاتل من أحرار الشام و6،000 من أفراد أسرهم إلى مناطق يسيطر عليها المتمردون في محافظة إدلب بحلول 22 مارس، بدءا بالمدنيين الجرحى. ذكرت مصادر عسكرية حكومية سورية أن 140 عائلة تم نقلها في ذلك اليوم. وبدأت حافلات تحمل متمردين وعائلاتهم تغادر في 22 مارس، حيث قامت حوالي 30 حافلة بإخلاء حوالي 1،500 شخص، بما في ذلك حوالي 400 متمرد. وزعم التلفزيون الحكومي السوري في اليوم التالي أن الدفعة الأخيرة من المتمردين وأسرهم تم إجلاؤها مع 3،000 شخص من بينهم 1،000 متمرد تم إجلاؤهم من البلدة.
في 20 مارس، أفاد الجيش السوري بأنه شن هجوما على وادي عين ترما، وسرعان ما استولى على معظم الوادي ووصل إلى المشارف الجنوبية الشرقية لضاحية عين ترما. وفي اليوم التالي قال الجيش انه يسيطر على 70 في المائة من الوادي وعلى بعد 500 متر من الاستيلاء عليه بالكامل. وفي صباح يوم 22 مارس، أفاد الجيش بأنه قام بتأمين الوادي بالكامل مع انسحاب المتمردين إلى ضاحية عين ترما. وفي 23 مارس، استولت القوات الحكومية على معظم الضاحية عندما انسحب المتمردون نحو زملكا وعربين. وأفادت التقارير أن الجيش السوري رفع علم الحكومة السورية في مركز عين ترما، واستولى على منطقة حمزة المجاورة.
في 23 مارس، وبعد التوصل إلى اتفاق بين الحكومة السورية وفيلق الرحمن، تم إقرار وقف إطلاق النار رسمياً في البدات الأربع الكبرى التي لا يزال لها وجود للمتمردين – عربين وزملكا وعين ترما وجوبر. وأتاح وقف إطلاق النار الإجلاء الفوري للجرحى، حيث سمح للمقاتلين المتمردين بحمل أسلحتهم الخفيفة والمدنيين متعلقاتهم. وبموجب الاتفاق، كان من المقرر ضمان سلامة أولئك الذين اختاروا البقاء من الأعمال الانتقامية التي تقوم بها الحكومة، حيث ستشرف الشرطة العسكرية الروسية على عمليات الإجلاء. تركت الصفقة مدينة واحدة، ودما، لا تزال تحت سيطرة المعارضة، والتي، وفقا ل‍جارديان، كان لديها 150،000 مدني يعيشون هناك. بدأ النقل من المدن الأربع في 24 مارس، مع مغادرة 950، واستمر في 25 مارس، مع أكثر من 5،400 مشرد. وقد غادر ما لا يقل عن 6،749 شخصًا الليلة بين 26 و27 مارس، وهو أكبر إجلاء لمدة يوم واحد من المنطقة، وفقًا لوسائل الإعلام الرسمية السورية. وفي 31 مارس، أجريت آخر عمليات الإجلاء وأعلن الجيش السوري النصر في الغوطة الشرقية، في حين أعطي المتمردون الذين ما زالوا متمركزين في دوما إنذارا للاستسلام بنهاية اليوم.
بعد انسحاب المتمردين من بلدات الغوطة الشرقية، اكتشف الجيش شبكة معقدة من الأنفاق السرية، بما في ذلك مستشفيات وممرات تحت الأرض مخزنة جيداً يستخدمها المتمردون لنقل الأسلحة والذخائر بين جميع البلدات. وتمكنت إحدى نقاط الدخول إلى شبكة الأنفاق التي تقع بين المحال والمباني في شارع مزقته الحرب من السماح للسيارات بالسير تحت الأرض. وقد صدم العديد من القوات الحكومية إزاء عدد الأنفاق هناك، فضلاً عن طول الأنفاق ومدى أمانها بالنسبة لمن بداخلها. وبحسب ما ورد اكتشف الجيش السوري وثائق تؤكد تعاوناً سرياً بين شركة مقرها الولايات المتحدة والمتمردين، مع قيام الشركة بتمويل ودفع مبالغ منتظمة للمتمردين.

### دوما

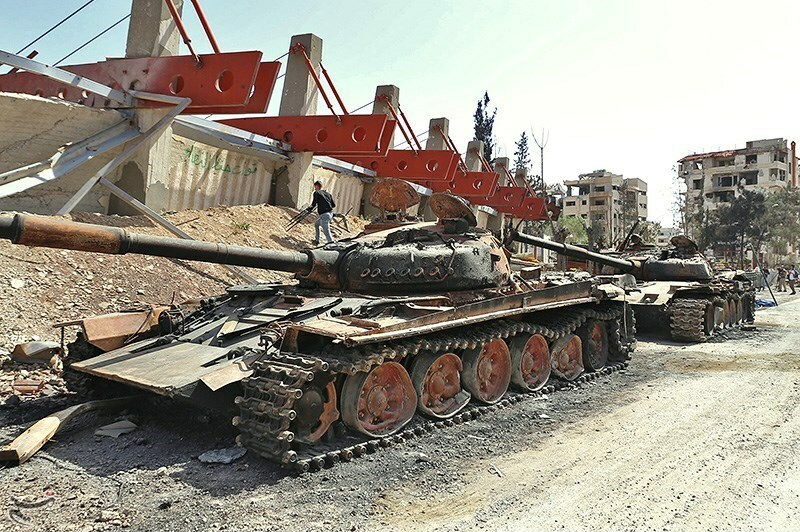
دبابات جيش الإسلام المدمرة في دوما، أبريل 2018

في 1 أبريل، ورد أن اتفاقا تم التوصل إليه بين متمردي جش الإسلام والحكومة السورية في دوما لإخلاء الجرحى من المدينة إلى أراضي المتمردين في محافظة إدلب. وبحلول هذه المرحلة، تم بالفعل إجلاء متمردي فيلق الرحمن الذين تقطعت بهم السبل في دوما خلال الهجوم مع مئات المدنيين. وفي اليوم نفسه، أفاد المرصد السوري لحقوق الإنسان أنه تم التوصل إلى اتفاق نهائي أيضاً لنقل جميع المتمردين في دوما إلى جرابلس والباب في شمال شرق حلب.
نفى الزعيم السياسي لجيش الإسلام عقد صفقة إجلاء مع الحكومة السورية وأصر على أنه تم الاتفاق على إجلاء الجرحى فقط. وفي اليوم التالي، وصلت الحافلات إلى دوما وبدأ الإخلاء بنقل 1،100 متمرد وأفراد أسرهم خارج المدينة خلال الساعات الأربع والعشرين القادمة. وأفاد بعض نشطاء المعارضة بأن أولئك الذين تم إجلاؤهم كانوا مقاتلين جرحى، بينما قال آخرون إنهم جرحوا مدنيين. في هذه الأثناء، انقسم جيش الإسلام حول ما إذا كان سيخلي المدينة بالكامل، مع مطالبة المتشددين بالبقاء والقتال.
قال اللفتنانت جنرال سيرغي رودسكوي لصحيفة الوطن في 4 أبريل إن دوما ستخضع لسيطرة الحكومة السورية قريباً. وفي الوقت نفسه، ذكر المرصد السوري لحقوق الإنسان أنه تم إجلاء حوالي 2،350 مقاتلاً من جيش الإسلام. وأظهر فيديو نشر على حسابات وسائل الإعلام الاجتماعية لجيش الإسلام أن رئيس لجنته الدينية، أبو عبد الرحمن كعكة، يؤكد الصفقة وينفي وجود خلاف بين قيادتهم ومقاتليهم. بيد أنه تم تعليق عمليات الإخلاء في اليوم التالي. وذكرت سانا أنه بسبب خلافات داخلية داخل جيش الإسلام. وذكر المرصد السوري لححقوق الإنسان أن الخلافات وقعت بسبب التدابير التي اتخذتها القوات التركية في المناطق التي كان المتمردون يصلون إليها. وذكرت مصادر سانا والمعارضة أن 650 متمردا ومدنيا تم إجلاؤهم في 4 أبريل.
ذكرت المرصد السوري لحقوق الإنسان أن مدنيين اثنين قتلا عندما استهدفت الطائرات الحربية دوما لأول مرة في 10 أيام في 6 أبريل. وذكرت سانا أنها كانت ردا على قصف للمتمردين على دمشق، الذي قتل أربعة. وفي نفس اليوم، شنت الحكومة السورية هجومًا جويًا وبريًا على دوما، حيث تقدمت القوات الموالية للحكومة في المزارع خارج البلدة. وعموما، توفي 48 مدنيا في قصف دوما بحلول 7 أبريل.
حققت القوات الحكومية تقدما في ضواحي دوما خلال 7 أبريل، وقدمت من الغرب والشرق والجنوب. لقد حققوا تقدما كبيرا في جنوب دوما، حيث تسللوا إلى خط الدفاع الأساسي لجيش الإسلام بالقرب من محور مسرابا. بحسب مصدر عسكري، كانوا قد وصلوا إلى ضواحي دوما الجنوبية. على الجانب الشرقي، كان الجيش يحاول أيضا تأمين الريحان بالكامل، التي كان نصفها لا يزال تحت سيطرة المتمردين على الرغم من التقارير السابقة التي تفيد بوقوع استيلاء عليها من قبل الجيش. كانت الريحان لديها كثافة عالية من أنفاق المتمردين، وخنادق مخفية بشكل جيد، ومواقع لدعم النيران على الجناح الغربي لها، مما أدى إلى مقاومة شرسة للتقدم الذي أحرزه الجيش، وترك عشرات الدبابات الحكومية التي دمرت منذ بدء الهجوم.

#### إخلاء دوما

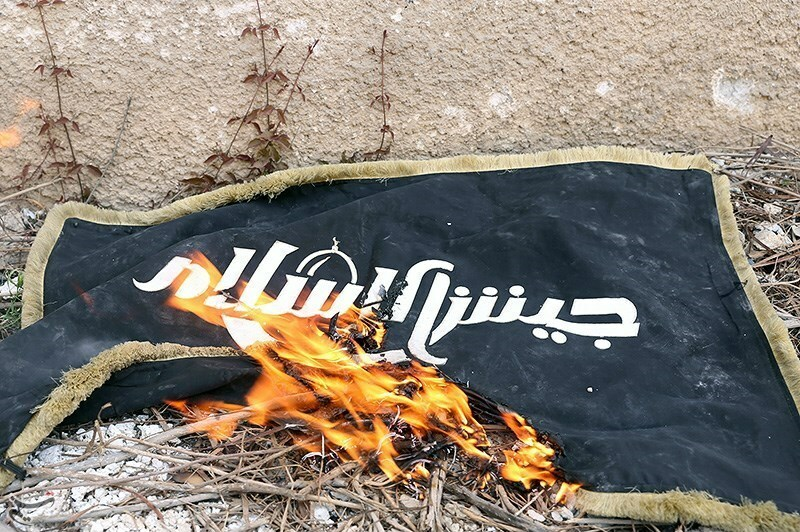
قوات الحكومة تحرق علم جيش الإسلام في دوما بعد الإجلاء

وقع هجوم كيميائي في دوما في 7 أبريل، حيث اتهم اتحاد منظمات الإغاثة الطبية وغيره من المنظمات غير الحكومية وجماعات المتمردين الحكومة بارتكاب هذا الهجوم. ونفت وسائل الإعلام الرسمية السورية وروسيا الاتهامات. في 8 أبريل، وفقا للجيش السوري، تم إعلان وقف جديد لإطلاق النار بعد أن استولت القوات الحكومية على الريحان. وأفادت وسائل الإعلام الحكومية أن جيش الإسلام وافق على مغادرة دوما. وأضافت أن الحافلات قد تم إرسالها لإخلاء المتمردين والسجناء الذين أطلقوا سراحهم بموجب الصفقة. حملت حافلة عشرات المتمردين وعائلاتهم إلى شمال سوريا بينما تم إطلاق سراح الدفعة الأولى من سجناء المتمردين في آن واحد. وفي اليوم التالي، زارت الشرطة العسكرية الروسية موقع الهجوم الكيميائي المزعوم. وأظهر فيديو من قبل نشطاء محليين حاملة جنود مصفحة روسية وصلت إلى المبنى حيث ورد أن المقذوف الذي يحتوي على العامل الكيميائي قد هبط.
في 9 أبريل، اقتحم المدنيون مستودعات للمتمردين كانت معبأة بالطعام. كما تم الإبلاغ عن إطلاق نار كثيف خلال النهار حيث حاول المتمردون إنفاق كل ذخيرتهم. كما أحرق المتمردون دباباتهم وأسلحتهم الثقيلة وغيرها من المركبات العسكرية أثناء إجلائهم. وأفرجوا أيضا عن الـ100 سجين الباقين من أصل 200 سجين كانوا محتجزين في دوما. وخلال مفاوضات الإخلاء، ذكر المتمردون ان لديهم ما يصل إلى 5 آلاف سجين. وذكرت تقارير أخرى أن عدد السجناء يتراوح بين 3،500 و5،000، بيد أن التلفزيون الرسمي نقل عن مصدر رسمي قوله ان المتمردين بالغوا في العدد من أجل تدعيم موقفهم خلال المفاوضات. وبحسب منفذ المصدر الموئيد للحكومة، فقد تم إعدام آلاف السجناء الآخرين أو يعتقد أنهم ماتوا بسبب المرض أو الجوع أو الإرهاق أثناء إجبارهم على حفر أنفاق للمتمردين. وذكرت وكالة إنترفاكس نقلا عن الجيش الروسي أن ألفي متمرد غادروا في 10 أبريل، في حين يستعد 4،000 آخرون لمغادرة دوما.

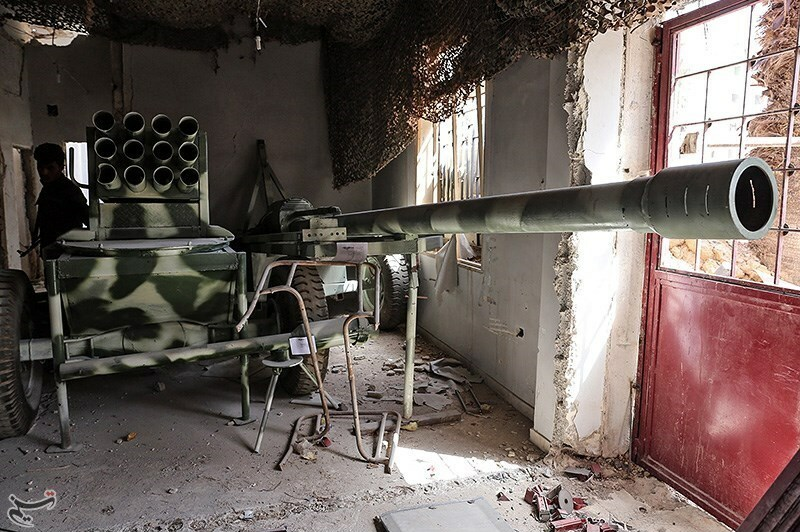
معدات المتمردين المتروكة في دوما

قال المتحدث باسم الأمم المتحدة ستيفان دوجاريك إنه تم إجلاء حوالي 4،000 شخص إلى محافظة حلب في 11 أبريل. وقبل مغادرتهم، سلم المتمردون أسلحتهم الثقيلة، بينما غادر زعيم جيش الإسلام عصام البويضاني المدينة في المساء. وفي 12 أبريل، وبينما كان آخر المتمردين يغادرون دوما، أفادت وكالات الأنباء الروسية بأن الجيش السوري سيطر سيطرة كاملة على المدينة، ورفع العلم السوري في خطوة رمزية في البلدة، وأعلنت روسيا فوز الحكومة السورية في الغوطة الشرقية. وبعد فترة وجيزة، غادرت دفعة أخرى من المتمردين دوما. وذكرت وزارة الدفاع الروسية أن الشرطة العسكرية الروسية بدأت في القيام بدوريات في دوما كما ينص اتفاق الإجلاء، في حين لم تدخل القوات النظامية السورية بعد إلى المنطقة.
أفادت المرصد السوري لحقوق الإنسان أنه تم إجلاء نحو 4،000 شخص في 13 أبريل. وقال حمزة بيرقدار، المتحدث باسم جيش الإسلام، إن جميع مقاتليه قد تم إجلاؤهم. وفي هذه الأثناء، نفى الجيش السوري دخوله دوما في ذلك الوقت. وفي منتصف الليل تقريبا بين 13 و14 أبريل، قامت نحو 100 حافلة بإخلاء الدفعة الأخيرة من المتمردين والمدنيين، وبعد ذلك سيطرت القوات الروسية والسورية سيطرة تامة على دوما.
أفاد التلفزيون الرسمي أن وحدات من الشرطة السورية دخلت دوما في صباح يوم 14 أبريل. وقد وضعت هذه الخطوة الغوطة الشرقية بكاملها تحت سيطرة الحكومة، وأنهت فعلياً التمرد الذي استمر قرابة سبع سنوات بالقرب من دمشق. وفي المساء، أعلن الجيش السوري أن الضواحي الشرقية لدمشق “تحررت بالكامل”.

## عواقب إنسانية
أفيد عن مقتل 250 شخصاً في اليومين الأولين من مرحلة القصف، وهو اعلى حصيلة 48 ساعة من القتلى في النزاع السوري منذ الهجوم الكيميائي على الغوطة الشرقية عام 2013. وقال أحد العاملين في المجال الطبي ان الوضع اجبر الاطباء على استخدام الادوية التى انتهت صلاحيتها، بما فيها التخدير، لانه ليس لديهم خيار آخر.
في 21 فبراير، أفاد المرصد السوري لحقوق الإنسان أن 260 شخصاً قد قُتلوا منذ ليلة 18 فبراير، حيث قُتل 106 أشخاص في 20 فبراير وحده. ووفقاً للأطباء بلا حدود، فقد تم تدمير أو إتلاف 13 مرفقاً صحياً بسبب الغارات الجوية.
في 22 فبراير، أفاد بانوس مومتزيس، المنسق الإنساني للأمم المتحدة لسوريا، أن "80 في المائة من سكان مدينة حرستا كانوا يعيشون تحت الأرض". وفي اليوم نفسه، نما عدد المرافق الصحية المنكوبة إلى 22 طبيباً وأطباء ذكروا أن "النظام الطبي في الغوطة الشرقية يقترب من الانهيار"، وأن ثلاثة مرافق فقط ظلت تعمل بالكامل. وزعمت المنظمات الدولية أن هناك "دليلا واضحا على أن المستشفيات كانت مستهدفة عمدا".
في 23 فبراير، أفيد بأن أحد الصحفيين، عبد الرحمن إسماعيل ياسين، توفي متأثرا بجروح أصيب بها في غارة جوية في 20 فبراير. بين 18 و24 فبراير، قُتل أكثر من 520 مدنياً وأصيب 2،500 في منطقة الغوطة الشرقية بسبب الضربات الجوية والمدفعية التي شنتها الحكومة السورية وروسيا.
في 24 فبراير، حذرت منظمة أطباء بلا حدود من أن "أرقام الضحايا في جيب جوتا الشرقية المحاصر في سوريا ترتفع إلى ما هو أبعد من الخيال حيث أن القدرة على توفير الرعاية الصحية هي في ثناياها الأخيرة". في اليوم التالي، وفقا لموظفي الطب المدعومين من الجمعية الطبية الأمريكية السورية، قتل طفل واحد وعانى 11 شخصا من مشاكل في التنفس بسبب هجوم مزعوم بالكلور.
في 2 مارس، تمكن طفلان من مغادرة الغوطة الشرقية تحت جنح الظلام عبر ممر إنساني، وفقا لجنرال روسي. وقال الجنرال، متحدثاً عن المركز الروسي لمصالحة الأطراف المتحاربة، إن المتمردين قصفوا مرارا الممر المخصص لخروج المدنيين من تلك المنطقة وكانوا يحتجزون السكان رهائن في الغوطة الشرقية التي يسيطر عليها المتمردون، مهددين بمعاقبة من يرغبون في المغادرة. وفي اليوم نفسه، قالت مفوضة الأمم المتحدة السامية لحقوق الإنسان إن الضربات الجوية والقصف على الغوطة من قبل الحكومة السورية هي "جرائم حرب محتملة، وربما جرائم ضد الإنسانية"، في حين ذكرت منظمة أطباء بلا حدود أن 15 من أصل 20 منشأة تدعمها في الغوطة الشرقية تعرضت للتفجير أو القصف.
في 4 مارس، أفيد بأن آلاف المدنيين فروا من التقدم الذي أحرزته قوات الحكومة السورية في الغوطة الشرقية خلال اليومين الماضيين. وذكر مصدر عسكري روسي ان الجماعات المسلحة فرضت حظر التجول وحظرت التجمعات الجماهيرية للأفراد لمنعهم من مغادرة الجيب المتناقص. وفي 5 مارس، أفيد بأن المتمردين وعدوا بالسماح للمدنيين بمغادرة منطقة النزاع، في حين أن 46 شاحنة تحمل 247 طنا من المساعدات من الأمم المتحدة والصليب الأحمر والهلال الأحمر العربي السوري، لنحو 30،000 شخص توجهت إلى الجيب عبر معبر الوافدين. وقالت منظمة الصحة العالمية إن المسؤولين في الحكومة السورية قاموا بإزالة مجموعات أدوات الصدمات واللوازم الجراحية من الشاحنات، حيث قامت الحكومة بإزالة 70 في المائة من الإمدادات من شاحنات المساعدات. وانسحبت القافلة في وقت لاحق بعد القصف، وقالت المفوضية العليا لشؤون اللاجئين ان عشر شاحنات لم تفرغ. وقال الجيش الروسي انه قام باجلاء 13 من السكان. وفي اليوم التالي، علقت المتحدثة باسم وزارة الخارجية الأمريكية هيذر ناورت على تويتر بأن "النظام السوري يختلس المساعدات". وأدى قصف الحكومة السورية وغاراتها الجوية إلى مقتل 89 شخصا خلال هذا اليوم مما يجعله أكثر الأيام دموية في سوريا منذ أن طالب مجلس الأمن بوقف إطلاق النار في جميع أنحاء سوريا. في هذه الأثناء، اتهم عامل مساعدات من جمعية مسيحيي الشرق SOS مقاتلي المعارضة بالاستهداف المتعمد للمناطق السكنية المكتظة بالسكان في مدينة دمشق، مع تفضيل خاص للحي المسيحي في باب توما داخل منطقة المدينة القديمة.
في 7 مارس، أطلق نشطاء في بلدة حمورية السكنية على أشرطة فيديو تظهر أن القنابل الفوسفورية قد أسقطت والعديد من الضحايا يكافحون للتنفس. ونفى نائب وزير الخارجية السوري فيصل مقداد هذه التقارير خلال مؤتمر صحفي. وبعد أربعة أيام، قالت مجموعة الخوذ البيضاء أن الحكومة السورية ضربت عربين بغاز الكلور وقنابل الفوسفور والنابالم.
في بداية وحتى منتصف مارس، اتهم رئيس حقوق الإنسان في الأمم المتحدة الحكومة السورية بتنظيم "نهاية العالم" في سوريا. وذكرت منظمة أطباء بلا حدود أن "المواد الرئيسية في الغوطة الشرقية، خاصة للجراحة، قد نفدت"، وأن "غالبية السكان يعيشون في أقبية وملاجئ مؤقتة تحت الأرض، وفي ظروف غير صحية مع مياه الشرب الآمنة المحدودة وغالبا ما لا توجد مرافق النظافة أو الصرف الصحي". وقال ممثل وكالة اللاجئين التابعة للأمم المتحدة في سوريا، سجاد مالك، إن الغوطة الشرقية كانت "على وشك كارثة كبيرة" وكانت هناك جثث ميتة لا تزال في المباني المدمرة.
في 14 مارس، أفاد جنرال روسي بأن أكثر من 300 شخص فروا من الغوطة الشرقية إلى دمشق منذ بدء تنفيذ الممر الإنساني في 27 فبراير. وفي اليوم نفسه، أعلنت وزارة الدفاع الروسية أن 437 مدنياً قد أُجلوا من دوما وأن قافلة إنسانية ستسلم 137 طناً من الغذاء إلى المنطقة في اليوم التالي.[بحاجة لمصدر أفضل] وفي اليوم التالي، وبينما كانت القوات الحكومية تقاتل من أجل الاستيلاء الكامل على حمورية، فر آلاف المدنيين باتجاه الأراضي التي تسيطر عليها الحكومة، حيث غادر ما لا يقل عن 12،500 شخص في ذلك اليوم، وفقاً لما ذكره المرصد السوري لحقوق الإنسان. وفي 16 مارس 2018، فر ما بين 12 ألف و13 ألف شخص من الغوطة الشرقية، فيما ورد أنه أكبر نزوح ليوم واحد في حرب البلاد التي دامت سبع سنوات. وبحلول 24 مارس، تم إجلاء أكثر من 105،000 شخص من الغوطة الشرقية، مع بقاء دوما المعقل الوحيد للمتمردين بعد قتال استمر شهرا.
في 15 مارس، أفاد التليفزيون المركزي الصيني أن الجيش السوري اكتشف ورشة للأسلحة الكيميائية تقع داخل مزرعة كانت تحت سيطرة المتمردين في السابق بالقرب من ضاحية دوما.

## جهود السلام
في 22 فبراير، وردا على تصعيد الغوطة، اقترحت السويد والكويت على مجلس الأمن الدولي قرارا يقضي بهدنة مدتها 30 يوما في سوريا. ورفضت روسيا القرار فيما بعد. ولكن في 24 فبراير، وبعد حوالي أسبوع من عمليات القصف الحكومية، وافق مجلس الأمن بالإجماع على قرار يطالب بوقف إطلاق النار لمدة 30 يوما في سوريا.
في 25 فبراير، قال جنرال إيراني، محمد باقري، إن الهدنة لم تغطي أجزاء من ضواحي دمشق "التي يسيطر عليها الإرهابيون" وأن الهجمات ستستمر.
في 26 فبراير، أمر الرئيس الروسي فلاديمير بوتين "وقفة إنسانية" يومية لمدة خمس ساعات في الغوطة الشرقية. كان من المقرر أن يبدأ وقف إطلاق النار في اليوم التالي من الساعة 9 صباحًا حتى الساعة 2 مساءً محليًا. ومع ذلك، في نفس اليوم، صرح وزير الخارجية الروسي سيرغي لافروف بأن كل من أحرار الشام وجيش الإسلام سيتم استبعادهما من اتفاقات وقف إطلاق النار لتعاونهم مع النصرة. في أوائل شهر مارس، رفض المتمردون عرضًا روسيًا للمرور الآمن خارج الغوطة الشرقية للمتمردين وأفراد أسرهم.

## ردود المتمردين على الهجوم
في 2 مارس، شنت أنصار الإسلام غارة في حماة لتخفيف الضغط عن الغوطة وادعت أنها قتلت 30 مقاتلاً مؤيداً للحكومة عند نقطة تفتيش، وأصدرت شريط فيديو يظهر الهجوم.
في 14 مارس، شنت جماعات متمردة من جبهة تحرير سوريا والحزب الإسلامي التركستاني وجيش العزة هجوما عسكريا انتقاميا في شمال غرب محافظة حماة ردا على عملية الغوطة الشرقية للجيش السوري. بعد ساعات من العملية، بعد فتح هجمات الصواريخ وقصف المدفعية على مواقع الجيش السوري، اقتحمت قوات الصدمة المتمردة واستولت على بلدة كرناز ومعظم الحميمية، مما أجبر القوات الحكومية على التراجع. ردت الطائرات السورية والروسية على الهجوم بالضربات الجوية على مواقع تكتيكية للمتمردين. أطلق الجيش السوري هجومًا مضادًا في وقت لاحق من نفس اليوم، ونجح في استعادة كرناز والحميمية، وعكس جميع مكاسب المتمردين.

## ردود فعل دولية
الأطراف المشاركة
- سوريا – اتهمت وزارة الخارجية المسلحين في الغوطة باستهداف دمشق واستخدام الناس "دروع بشرية".[267]

فوق الوطنية
- الأمم المتحدة – قال بانوس مومتزيس، منسق الأمم المتحدة الإقليمي للشؤون الإنسانية في الأزمة السورية، في بيان له "من الضروري إنهاء هذه المعاناة الإنسانية التي لا معنى لها الآن. ويجب أن يتوقف الآن استهداف المدنيين الأبرياء والبنية التحتية هذه،".[268][269] ودعا الأمين العام للأمم المتحدة أنطونيو غوتيريس إلى "تعليق فوري لكافة النشاطات الحربية في الغوطة الشرقية". وفي كلمته أمام مجلس الأمن الدولي، وصف السكان بأنهم يعيشون في "الجحيم على الأرض".[270] من جهته، قال مسؤول حقوق الإنسان في الأمم المتحدة، زيد رعد الحسين، إن "النظام السوري وحلفاءه الأجانب يخططون لنهاية العالم المقبلة".[271]
  - يونيسف – دفعت التقارير عن وفيات الأطفال وكالة الأطفال إلى إصدار بيان فارغ لا يتضمن سوى حاشية. وقال غيرت كابيليري من اليونيسيف في الحاشية "لن تنصف الكلمات الاطفال الذين قتلوا وأمهاتهم وآبائهم وأحبائهم".[272]
- الاتحاد الأوروبي – أصدرت نائب رئيس المفوضية الأوروبية فيديريكا موغيريني وزميلها المسؤول الكبير بالاتحاد الأوروبي خريستوس ستيليانيدس البيان التالي: "يدعو الاتحاد الأوروبي جميع أطراف الصراع، وكذلك الجهات الضامنة للمناطق الأربع لإزالة التصعيد، إلى اتخاذ جميع التدابير اللازمة لضمان الحد من العنف وحماية الشعب السوري عن طريق احترام القانون الإنساني الدولي ووصول المساعدات الإنسانية بشكل عاجل. ولا يوجد حل عسكري للصراع، وندعو كافة الأطراف إلى المشاركة بجدية في العملية السياسية التي تقودها الأمم المتحدة."[273]

الحكومية
- فرنسا – وقال الرئيس ايمانويل ماكرون "ان فرنسا تدين بوضوح، بقوة، ما يحدث في الغوطة الشرقية."[274] وأصدرت وزارة الخارجية بيانا جاء فيه أن الهجمات " تستهدف عمدا المناطق المأهولة والبنية التحتية المدنية بما في ذلك الخدمات الطبية. وهي تشكل انتهاكا خطيرا للقانون الإنساني الدولي...وهذه الأعمال تحمل مسؤولية النظام السوري، وكذلك مسؤولية روسيا وإيران، وهما الداعمان الرئيسيان لهما، اللذان كفلا، في إطار اتفاقات أستانا، بوقف إطلاق النار المفروض أن يسري على الغوطة."[275]
- ألمانيا – قالت المستشارة أنغيلا ميركل: "إن قتل الأطفال وتدمير المستشفيات – كل ما يرقى إلى مجزرة يجب إدانته ويجب مواجهته برفض واضح. وهذا أمر يتعين علينا نحن الأوروبيين العمل من أجل تحقيقه".[276]
- الكرسي الرسولي – في 25 فبراير، قال البابا فرنسيس إن سوريا "تستشهد" بسبب استمرار الهجمات "التي تقتل المدنيين في منطقة الغوطة الشرقية." كما دعا إلى وضع حد فوري للعنف والوصول إلى المساعدات الإنسانية.[277]
- إيران – قال نائب وزير الخارجية عباس عراقجي لليسي دوسيت من شبكة بي بي سي إيران تؤمن بحل سياسي للصراع، وليس حلا عسكريا. إيران تقول أنها على اتصال وثيق مع سوريا وروسيا وتركيا لمحاولة تخفيف التوتر في الغوطة الشرقية.[278]
- قطر – أصدرت وزارة الخارجية بيانا جاء فيه: "إن دولة قطر تعرب عن إدانتها الشديدة للمجازر والقصف الجوي المكثف الذي تقوم به قوات النظام السوري."[279]
- روسيا – قال وزير الخارجية سيرغي لافروف ان رد فعلهم كان هجوما على "الإرهاب" وليس موجها ضد المدنيين. ووفقا للاتفاقيات القائمة فإن مكافحة الإرهاب لا يمكن تقييدها بأي شيء." وقال المتحدث باسم الكرملين ديمتري بيسكوف ان "هذه اتهامات لا أساس لها. نحن لا نعرف ما هي مبنية عليه." وهذه الادعاءات "لا تدعمها أية معلومات محددة. ونحن لا نتفق معها."[267]
- السعودية – أصدرت وزارة الخارجية بيانا جاء فيه ما يلي: "نشدد على ضرورة إنهاء عنف النظام السوري ودخول المساعدات الإنسانية والإغاثة. ويجب أن يؤخذ المسار السياسي لحل الأزمة على محمل الجد وفقا للمبادئ المتفق عليها في إعلان جنيف رقم 1 وقرار مجلس الأمن الدولي رقم 2254."[280][281]
- الإمارات العربية المتحدة – أصدرت وزارة الخارجية والتعاون الدولي بيانا جاء فيه ما يلي: "سوريا عانت بما فيه الكفاية من صراعات حادة واستهداف منهجي للمدنيين ولا يمكن ان تتحمل المزيد من اراقة الدماء."[282]
- المملكة المتحدة – "المملكة المتحدة ستضغط على روسيا لدعم وقف إطلاق النار للسماح بوصول المساعدات الانسانية بشكل عاجل. ويجب أن تكون حماية السوريين وإيصالهم المساعدات التي يحتاجونها لإنقاذ حياتهم أمرا بالغ الأهمية."[283]
- الولايات المتحدة – قالت المتحدثة باسم وزارة الخارجية هيذر نويرت ان الولايات المتحدة "قلقة جدا" من تصعيد الحكومة السورية الحصار على الجيب، منددة بما وصفته ب"الحصار وأساليب التجويع" التي تتبعها القوات الحكومية.[284]

آخرون
- أصدرت منظمة العفو الدولية، وهي منظمة غير حكومية مقرها لندن، بياناً كتب عليه: "ما زال المجتمع الدولي عاجزا عن العمل بينما ‘جرائم حرب على نطاق ملحمي’ تتكشف في ضاحية دمشق المحاصرة".[285]

## أعقاب
في 14 أبريل، شنت فرنسا والمملكة المتحدة والولايات المتحدة غارات جوية ضد أربعة أهداف حكومية سورية ردا على الهجوم الكيميائي الذي وقع في دوما.